# Flottan dansar
Flottan dansar (engelska: Follow the Fleet) är en amerikansk musikalfilm från 1936 i regi av Mark Sandrich. I huvudrollerna ses Fred Astaire och Ginger Rogers, i sin femte film som danspartners. Med i filmen finns även Randolph Scott, Harriet Hilliard och Astrid Allwyn, samt musik och texter av Irving Berlin. Lucille Ball och Betty Grable ses också i biroller. Filmens manus är baserat på pjäsen Shore Leave av Hubert Osborne från 1922. Flottan dansar blev framgångsrik och Astaire spelade in flera av dess musiknummer på skiva, såsom "Let Yourself Go", "I'm Putting all My Eggs in One Basket" och "Let's Face the Music and Dance".

## Rollista i urval
- Fred Astaire - Bake Baker
- Ginger Rogers - Sherry Martin
- Randolph Scott - Bilge Smith
- Harriet Hilliard - Connie Martin
- Astrid Allwyn - Mrs. Iris Manning
- Betty Grable - triosångare
- Harry Beresford - Kapten Hickey
- Russell Hicks - Nolan
- Brooks Benedict - David Sullivan
- Ray Mayer - Dopey Williams
- Lucille Ball - Kitty Collins
- Tony Martin - sjöman
- Jane Hamilton - Paradise Ballroom servitris
- Doris Lloyd - Mrs. Courtney

## Musiknummer i urval
- "We Saw The Sea", framförd av Fred Astaire
- "Let Yourself Go", framförd av Ginger Rogers
- "Get Thee Behind Me Satan", framförd av Harriet Hilliard
- "I'd Rather Lead A Band", framförd av Fred Astaire
- "But Where Are You?", framförd av Harriet Hilliard
- "I'm Putting all My Eggs in One Basket", framförd av Fred Astaire & Ginger Rogers
- "Let's Face the Music and Dance", framförd av Fred Astaire